# 马卡桑
马卡桑是巴西帕拉伊巴州的一个市镇。总面积123平方公里，总人口6799人，人口密度55.3人/平方公里。